# Bulgarische Eishockeyliga 1958/59
Die Saison 1958/59 war die siebte Spielzeit der bulgarischen Eishockeyliga, der höchsten bulgarischen Eishockeyspielklasse. Meister wurde zum insgesamt vierten Mal in der Vereinsgeschichte Tscherweno sname Sofia.

## Modus
Der Erstplatzierte der Hauptrunde wurde Meister.

## Hauptrunde
|    | Klub                      |
| -- | ------------------------- |
| 1. | Tscherweno sname Sofia    |
| 2. | Lenin Pernik              |
| 3. | ZDNA Sofia                |
| 4. | HK Lewski Sofia           |
| 5. | Dunaw Russe               |
| 6. | Akademik Sofia            |
| 7. | Septemwri Sofia           |
| 8. | HPZ Georgi Dimitrow Sofia |
| 9. | Spartak Sofia             |

Sp = Spiele, S = Siege, U = unentschieden, N = Niederlagen, OTS = Overtime-Siege, OTN = Overtime-Niederlage, SOS = Penalty-Siege, SON = Penalty-Niederlage